# Atractotomus mali

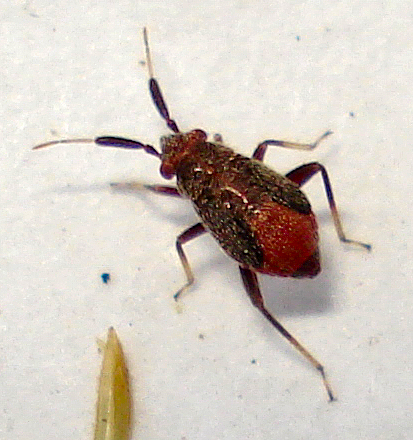
Nymphe

Atractotomus mali ist eine Wanzenart aus der Familie der Weichwanzen (Miridae).

## Merkmale
Die Wanzen werden 3,0 bis 3,8 Millimeter lang. Die Gattung Atractotomus umfasst dunkel gefärbte Arten, bei denen die Körperoberseite mit abgeflachten, goldenen oder silbernen Haaren bedeckt ist. Das zweite Fühlerglied ist häufig stark verdickt. Bei Atractotomus mali ist das erste Fühlerglied nahezu dreieckig und basal viel dünner. Das zweite ist bei beiden Geschlechtern, allerdings besonders bei den Weibchen stark verdickt. Der Körper ist ziemlich oval und konvex. Die Nymphen sind rot, wobei der vordere Teil des Körpers dunkel gefärbt ist.

## Vorkommen und Lebensraum
Die Art ist in Europa, mit Ausnahme des südlichen und östlichen Mittelmeerraums, östlich bis in den Kaukasus verbreitet. Sie wurde durch den Menschen in Nordamerika eingeschleppt. In Deutschland und Österreich ist die Art weit verbreitet und in der Regel häufig.

## Lebensweise
Die Wanzen leben an holzigen Rosengewächsen (Rosaceae), insbesondere an Äpfeln (Malus) und Weißdornen (Crataegus), aber auch an Birnen (Pyrus), Prunus und Mehlbeeren (Sorbus), seltener auch an niedrig wachsenden Rosengewächsen wie Rubus oder Rosen (Rosa). Sie ernähren sich allerdings zoophytophag und gelten dadurch im Obstbau als Nützlinge, die an Spinnmilben, Insekteneiern, Raupen von Kleinschmetterlingen, Blattläusen und Blattflöhen saugen. Sie saugen auch Honigtau. Gleichzeitig verursachen sie durch das Saugen an unreifen Früchten, etwa an Äpfeln, Schäden. Adulte Wanzen treten von Mitte Juni (an günstigen Orten auch etwas früher) bis Mitte August auf. Im August treten nur noch Weibchen auf.

## Belege